# Etil maltol
Etil maltolul este un compus organic utilizat ca aromatizant și este un derivat etilat al maltolului. Este un solid alb, cu un miros dulceag, similar cu cel de zahăr caramelizat.